# 阿拔斯二世 (波斯)

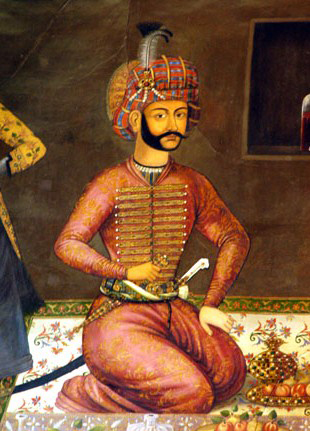
阿拔斯二世

阿拔斯二世（波斯語：‎，1632年12月31日—1666年10月26日），伊朗薩非王朝的第七任沙阿（1642年—1666年在位）。在他統治時期薩非王朝曾一度中興。阿拔斯二世為薩非的兒子。
阿拔斯二世於1642年5月15日即位，當時其年齡尚不足十歲。政事主要由他的首相薩魯·塔奇負責掌理，但是薩魯·塔奇因打撃貪污而四面樹敵，最終於1645年10月11日被刺殺身亡。下一任首相哈里發·蘇丹協助阿拔斯二世處理朝政直至1653年或1654年他逝世為止。
與他的父親薩非相反，阿拔斯二世是一位有為的沙阿。他親政後勤於朝政，在位時相對和平，與西方的鄂圖曼帝國和平共處。1648年，阿拔斯二世更在東方從印度蒙兀兒帝國的沙賈汗手中奪回坎大哈。
1666年10月26日，英明的阿拔斯二世逝世，薩非王朝自此一厥不振。他的兒子蘇萊曼一世繼位。
| 阿拔斯二世 (波斯) 薩非王朝 | 阿拔斯二世 (波斯) 薩非王朝 | 阿拔斯二世 (波斯) 薩非王朝 |
| -------------------------- | -------------------------- | -------------------------- |
| 前任： 薩非                | 伊朗沙阿 1642–1666         | 繼任： 蘇萊曼一世          |